# Borgore

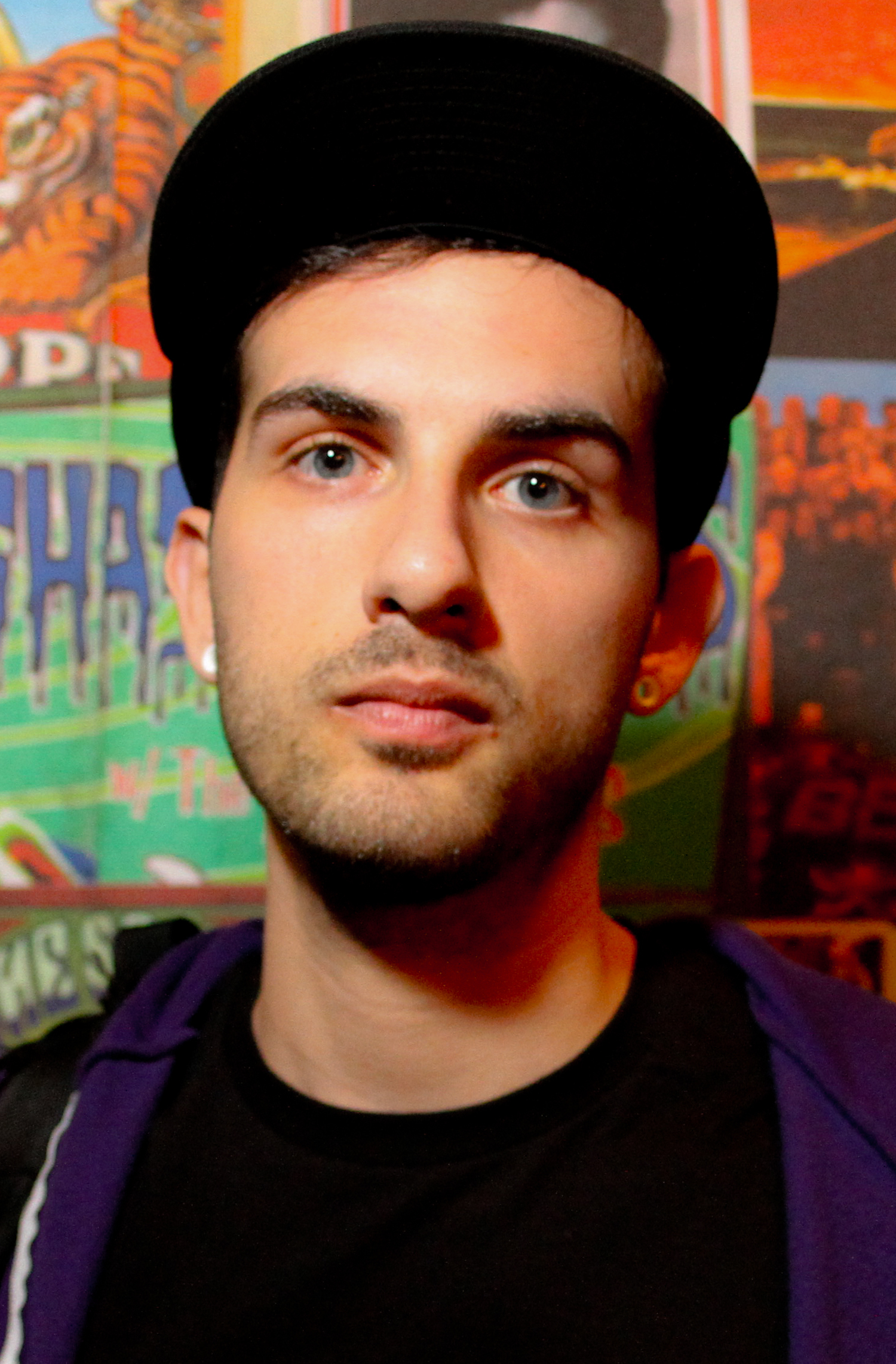
Borgore

Borgore (* 20. Oktober 1987 in Tel Aviv; bürgerlich Asaf Borger, hebräisch אסף בורגר) ist ein israelischer DJ und Musikproduzent im Bereich Dubstep sowie Gründer von Buygore Records und ehemaliger Schlagzeuger der Band Shabira. Er ist auch ein Teil des Dubstep Duos Alphamale Primates, welches aus ihm und Tomba besteht. Seine Musik beschreibt er selbst als „Gorestep“. Einige Lieder werden mit Horrorfilmen, Farmtieren und Sex assoziiert. Seine letzte Veröffentlichung ist The Buygore Album. Einige bekannte Musiker wie Document One und Rusko veröffentlichten Musik unter seinem Label Buygore Records, bei dem Künstler wie Dead Audio, Ookay, Kennedy Jones, Bare und At Dawn We Rage ebenfalls unter Vertrag stehen. Weiter pflegt Borgore eine freundschaftliche Beziehung zu dem Produzenten und DJ Carnage, mit dem er auch des Öfteren zusammenarbeitete.

## Musikalische Ausrichtung
Nach seiner Zeit in der israelischen Deathcoreband Shabira produziert Borgore überwiegend Dubstep, teilweise gepaart mit Rap. Seit der Veröffentlichung des Titels Incredible bei Spinnin’ Records, veröffentlicht er zunehmend auch Titel der Genres Trap, Big-Room und House, welche wiederum vereinzelt Rap-Passagen seinerseits enthalten.

## Diskografie

### Releases
- Gorestep: Vol. 1 (2009; Shift Recordings)
- Ice Cream Mixtape (2009; Self-Released)
- Gorestep’s Most Hated (2009; Self-Released)
- Birthday and the Black November / Ambient Dub Shit (2010; Audio Freaks)
- Borgore Ruined Dubstep, Pt. 1 (2010; Buygore)
- Borgore Ruined Dubstep, Pt. 2 (2010; Buygore)
- Ice Cream "12 (2010; Trillbass Records)
- Delicious EP (2011; Buygore)
- The Filthiest Hits...So Far (2011; Sumerian)
- Flex EP (5. März 2012)
- Borgore’s Misadventures in Dubstep (7. März 2012)
- Decisions EP (18. Juni 2012)
- Turn Up EP (8. Oktober 2012)
- Incredible (w/ Carnage) (4. Februar 2013; Spinnin’ Records)
- Deception (w/ Cedric Gervais) (18. März 2013; Spinnin’ Records)
- Macarena (w/ Kennedy Jones) (April 2013; Buygore)
- That Lean (ft. Carnage & Dev) (1. Mai 2013; Buygore)
- Legend EP (25. Juni 2013; Buygore Records)
- Wayak (w/ Dudu Tassa; Dim Mak Records) (12. November 2013)
- Wild Out (feat. Waka Flocka Flame & Paige) (15. Oktober 2013; Dim Mak Records)
- Wild Out EP (12. November 2013; Dim Mak Records)
- Wild Out Remixes (28. Januar 2014; Dim Mak Records)
- Unicorn Zombie Apocalypse (w/ Sikdope) (14. April 2014; Spinnin’ Records)
- New Gore Order (8. Juli 2014; Buygore Records, unter Vertrag bei Dim Mak Records)
- The Buygore Album (13. Januar 2015; Buygore Records)
- The Art of Gore (27. September 2019; Buygore Records)

### Remixes
- Onili – Sentimental (Borgore Body Remix)
- Rusko – Woo Boost (Borgore Remix)
- Britney Spears – Womanizer (Borgore Remix)
- Jellybass and Brother Culture – No Love (Borgore and Jazzsteppa Remix)
- Passion Pit – Sleepyhead (Borgore Remix)
- Bring Me the Horizon – It Never Ends (Borgore VIP Remix)
- Neon Hitch – Get Over U (Borgore Remix)
- Gorillaz – Clint Eastwood (Borgore’s Drinking is Bad Bootleg Remix)
- Asking Alexandria – The Final Episode (Let’s Change The Channel) (Borgore’s Die Bitch Remix)
- M.I.A. – Illygirl (Borgore Illygore Remix)
- Hollywood Undead – I Don’t Wanna Die (Borgore Remix)
- LMFAO – Sexy and I Know It (Borgore and Tomba Remix)
- Dev – Kiss My Lips (Borgore Remix)
- Cedric Gervais – Molly (Borgore Suck My Tit Remix)
- Waka Flocka Flame – Rooster In My Rari (Borgore Remix)
- Metallica – Master Of Puppets (Borgore Remix)
- Awolnation – Sail (Borgore Remix)